# Comuna Ozereanî, Turiisk
Ozereanî (în ucraineană Озеряни) este o comună în raionul Turiisk, regiunea Volînia, Ucraina, formată din satele Ozereanî (reședința), Peresika și Sușîbaba.

## Demografie
Componența lingvistică a satului Ozereanî
     Ucraineană (99,22%)
     Alte limbi (0,78%)
Conform recensământului din 2001, majoritatea populației satului Ozereanî era vorbitoare de ucraineană (99,22%), existând în minoritate și vorbitori de alte limbi.